# 稚瑞照彦尊
稚瑞照彦尊（わかみつてるひこのみこと，1873年9月18日—1873年9月18日）明治天皇的第一皇子。母葉室光子。作為天皇長子的稚瑞照彦尊出生當天即夭折，母親葉室光子亦於4天後的9月22日去世。由於當時舊有的皇族墓所（位於京都）與皇宮（位於東京）距離甚遠，同時亦需要一個面積廣大的場所以進行葬禮。因此明治政府從多個位於東京市周邊的候補地之中，選定了豐島岡御陵（豊島ヶ岡御陵）作為皇子的墓所。從此以後，豐島岡御陵就成為了日本皇族舉行葬禮以及下葬的地點。

## 外部連結
明治天皇の皇子・皇女